# مقاطعة بيدفورد (فيرجينيا)
 مقاطعة بيدفورد  (بالإنجليزية:  Bedford County)‏ هي إحدى المقاطعات في ولاية فيرجينيا في الولايات المتحدة الأمريكية.

## أعلام
- ويليام جاي جيلمور
- روبرت ألن
- أندرو لويس
- جيمس كلارك
- ماثيو تالبوت
- مالكوم غريفين
- جون غود
- صموئيل ريد أندرسون